# Morkarla socken
Morkarla socken i Uppland ingick i Olands härad, ingår sedan 1974 i Östhammars kommun och motsvarar från 2016 Morkarla distrikt.
Socknens areal är 92,97 kvadratkilometer varav 91,21 land. År 2000 fanns här 417 invånare. Kyrkbyn Morkarla med sockenkyrkan Morkarla kyrka ligger i socknen.   

## Administrativ historik
Morkarla socken har medeltida ursprung. 
Vid kommunreformen 1862 övergick socknens ansvar för de kyrkliga frågorna till Morkarla församling och för de borgerliga frågorna bildades Morkarla landskommun. Landskommunen uppgick 1952 i Dannemora landskommun som 1974 uppgick i Östhammars kommun. Församlingen uppgick 2010 i Dannemorabygdens församling.
1 januari 2016 inrättades distriktet Morkarla, med samma omfattning som församlingen hade 1999/2000.  
Socknen har tillhört län, fögderier, tingslag och domsagor enligt vad som beskrivs i artikeln Olands härad. De indelta soldaterna tillhörde Upplands regemente, Olands kompani och Livregementets dragonkår, Norra Upplands skvadron.

## Geografi
Morkarla socken ligger sydväst om Östhammar kring Olandsåns källflöde Morkarlaån. Socknen är en flack skogsbygd med småsjöar i väster och odlingsbygd vid Morlandaån.
Länsväg 292 samt Dannemora-Hargs Järnväg passerar socknens norra del. En före detta järnväg mellan Knaby och Ramhälls gruvor kan fortfarande skönjas i terrängen. Byar i socknen är Morkarla, Halvbygda, Flymyra och Knaby.

## Fornlämningar
Två runstenar har påträffats.

## Namnet
Namnet skrevs 1312 Olandamoro och 1397 Morakarla och är båda bygdenamn. I båda namnen ingår mor, '(sumpig) granskog' där det äldre namnet även innehåller häradets namn, Oland, och det yngre ordet plural av karl.